# Laguna Seca Raceway

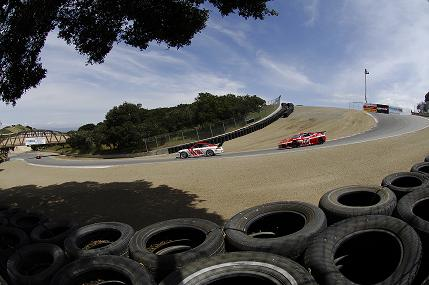
Curva Corkscrew (saca-rolhas), a mais famosa do circuito.

WeatherTech Raceway Laguna Seca é um autódromo de corridas construído em 1957 em Monterey, Califórnia, Estados Unidos. O custo da construção foi de US$ 1.5 milhões.
A pista atual tem 3.602 km (2.238 milhas) e onze curvas, incluindo a famosa "Corkscrew" (Saca-rolhas).
A primeira corrida, disputada em 9 de novembro de 1957, foi vencida por Pete Lovely, que pilotava uma Ferrari.
A pista já apareceu algumas vezes nos video games e simuladores.
Em 17 de Setembro de 1987, o Papa João Paulo II celebrou uma missa para 50.000 pessoas em Laguna Seca.
Brasileiros que já venceram em Laguna Seca:
- Gil de Ferran em 1995
- Helio Castroneves em 2000
- Cristiano da Matta em 2002
- Tony Kanaan em 2013

Laguna Seca aparece no iracing e em todos os jogos da franquia Forza Motorsport e em quase todos os jogos da série Gran Turismo. Sua primeira aparição foi no Gran Turismo 2 em 1999 até Gran Turismo Sport em 2017, onde a pista foi adicionada ao jogo em uma atualização realizada em 18 de dezembro de 2019. Ela também é licenciada em The Crew 2, mas sem as elevações míticas que a pista tem. Além disso, a pista também pode ser vista em Real Racing 3.